# Сокаль (катер)
«Сокаль» (А-782, до 1992 р. ПСК-1410) — український санітарний катер (шифр «Дракон», англ. Petrushka за класифікацією НАТО), яке перебуває у складі Військово-Морських Сил України. У Чорноморському флоті СРСР носило назву ПСК-1410.

## Історія

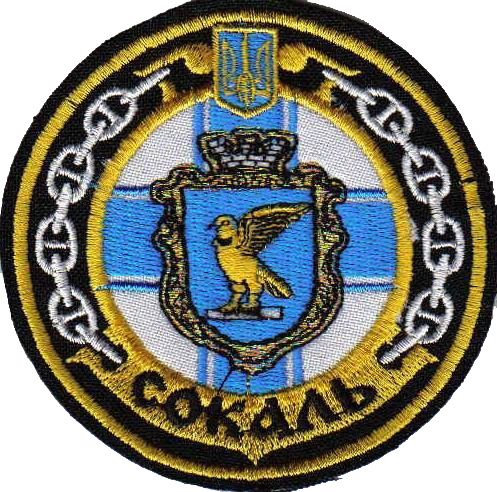
Нарукавний знак Сокаля

Санітарний катер проекту СК620 було споруджено у 1983 році на судноверфі «Вісла» у Гданську, Польща. Того ж року введений до складу Чорноморського флоту СРСР як пасажирський катер. У 1992 році судно отримало назву «Сокаль», на честь однойменного міста Львівської області, із присвоєнням бортового номера «U-543». 1 серпня 1997 року введене до складу ВМС України зі зміною бортового номера на «U-782». У 2006 році катер переобладнаний на санітарний.
Під час Російської інтервенції в Україну 2014 року захоплене військовими Чорноморського флоту ВМФ Росії. 7 травня 2014 року повернуте Україні.
З 24 вересня по 4 жовтня 2016 року разом з навчальним катером «Сміла» взяв участь у поході Чорним морем з близько 40 курсантами факультету Військово-Морських Сил Національного університету «Одеська морська академія» на борту.
В квітні 2020 року Інформаційне агентство Міністерства оборони «АрміяInform» повідомило, що катер готовий за потреби розмістити на борту певну кількість хворих на коронавірусну інфекцію COVID-19.
У березні 2021 року його використовували для спусків курсантів Водолазної школи Збройних Сил України на глибини до 30 метрів, оскільки спеціалізовані водолазні судна «Почаїв» та «Нетішин» знаходяться в ремонті.
26 серпня 2021 року разом з середнім розвідувальним кораблем «Переяслав» зайшов на ремонт на ДП «Миколаївський суднобудівний завод» .